# Большая пятёрка

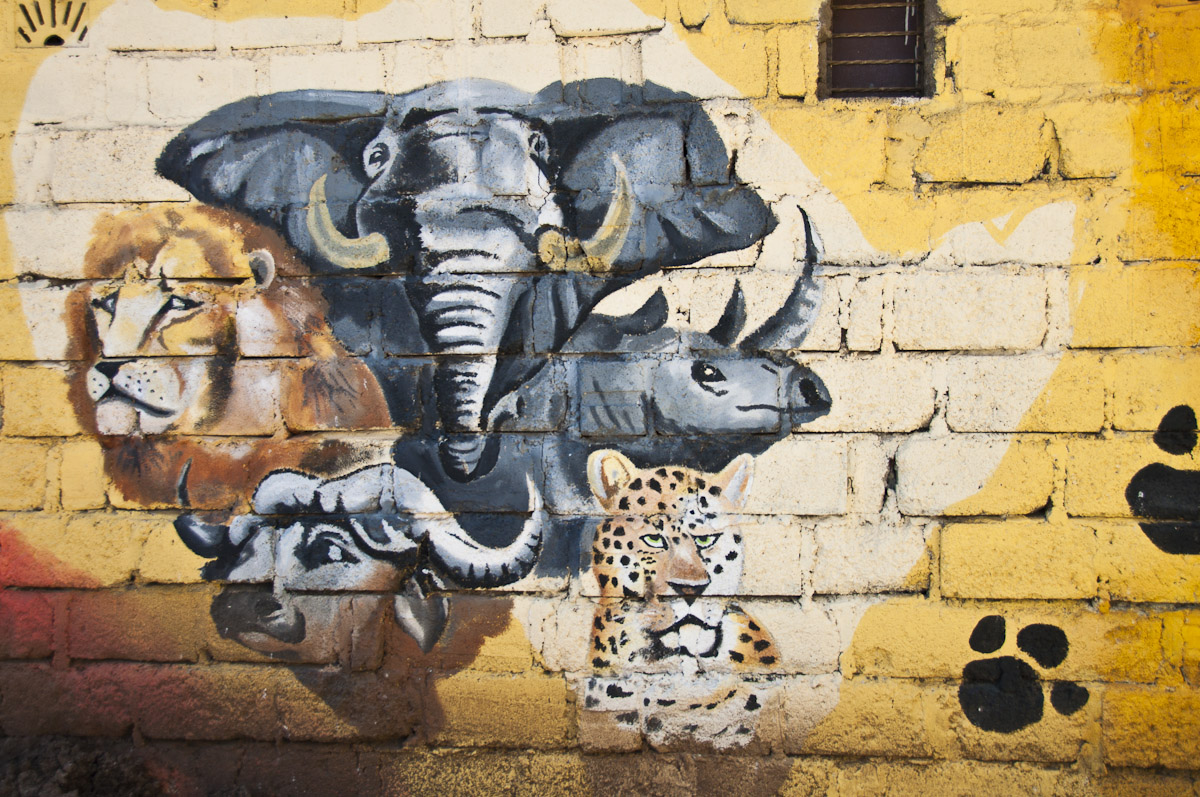
Большая африканская пятёрка

Большая пятёрка, или Большая африканская пятёрка, — традиционное название пяти видов млекопитающих, являющихся наиболее почётными трофеями африканских охотничьих сафари:
- Слон;
- Носорог (оба африканских вида — чёрный и белый);
- Буйвол;
- Лев;
- Леопард.

Бегемот и крокодил, хотя и являются крупными толстокожими животными, не относятся к «большой пятёрке».
Про охотника, убившего хотя бы по одному представителю каждого из видов «большой пятёрки», принято говорить, что он собрал «большой шлем» (англ. «Grand Slam»).
Охота на представителей «большой пятёрки» — занятие чрезвычайно дорогое, сопряжённое со многими организационными сложностями. Далеко не каждая фирма, занимающаяся проведением африканских сафари, имеет право проводить охоту на представителей «пятёрки» — для этого организаторы должны получить специальный патент, выдаваемый на правительственном уровне.

## Оружие для охоты на «большую пятёрку»

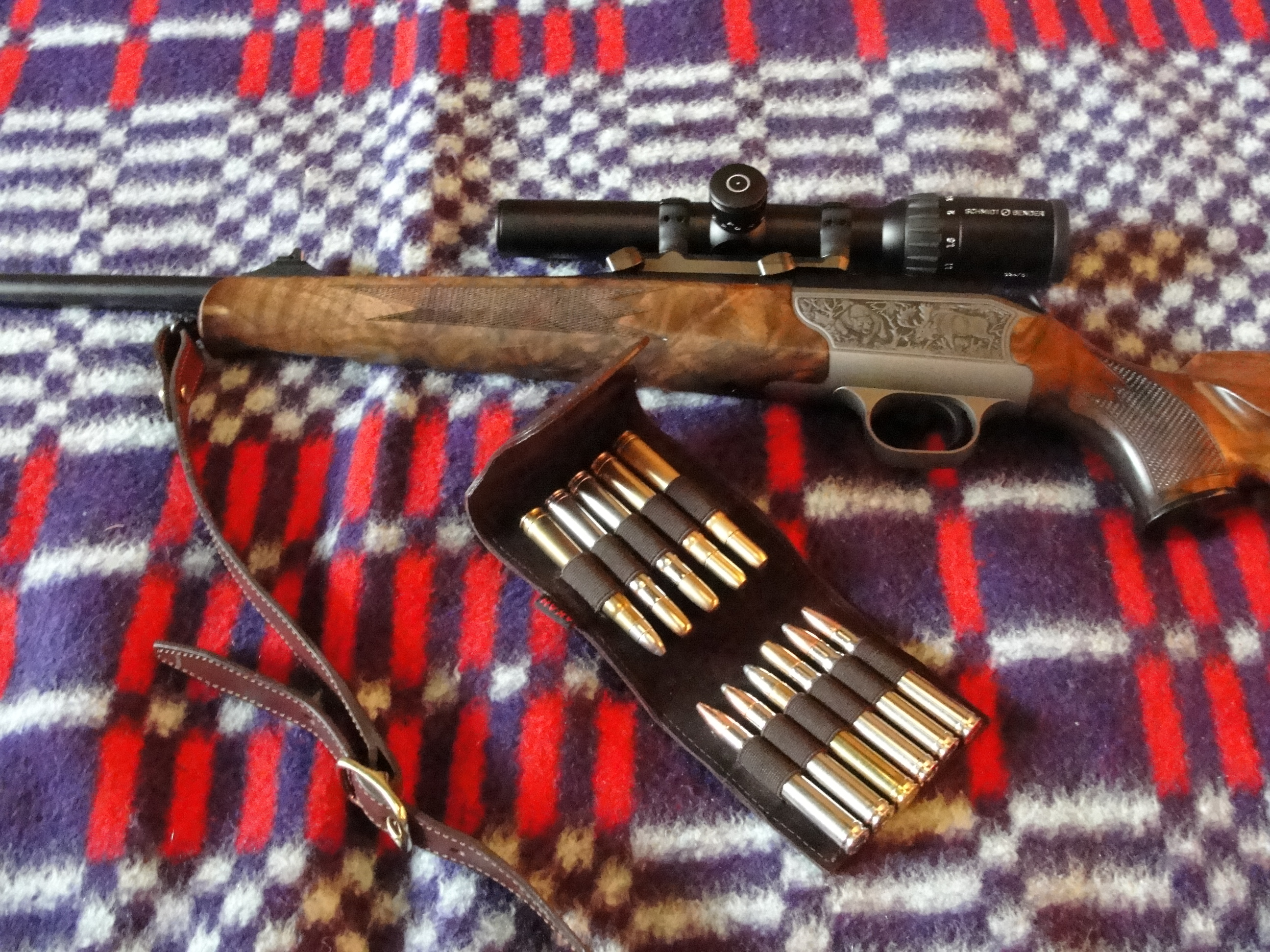
Крупнокалиберный карабин Blaser R93 для африканской охоты

Во всех странах, где разрешена охота на «пятёрку», минимальный калибр оружия для этого прописан в законодательном порядке. Обычно это .375 Н&Н Magnum или его немецкий аналог 9,3×64 мм. Такое требование продиктовано стремлением властей африканских стран снять с себя ответственность за возможные несчастные случаи, вызванные применением более слабого оружия.
Но часто (а для охоты на слона — обычно) применяются и более тяжёлые калибры, такие, как .416, .458, .470, .500, .505 Gibbs и изредка крупнее. Вес пули у них часто превышает 40, а то и 50 г., а отдача при стрельбе колоссальна — охотник получает оглушительный удар, от которого человек среднего телосложения может даже не устоять на ногах.
Существует даже специальная категория оружия для охоты на крупную африканскую дичь — т. н. африканские штуцеры. Африканские штуцеры, как правило, имеют два ствола, спаренных в горизонтальной плоскости. Калибры от 375 H&H до 700 N.E., конструктивно такие штуцеры выполняются по схеме с двумя полностью раздельными ударно-спусковыми механизмами и двумя спусковыми крючками — это делается для того, чтобы в случае поломки одного из механизмов второй продолжил работать. Обычно это очень дорогое оружие, исполняемое мастерами известных фирм по индивидуальному заказу, богато украшенное резьбой и гравировкой. Цена хорошего нового африканского штуцера сопоставима со стоимостью автомобиля представительского класса. Весит такое оружие иной раз 6—7 кг и его длительное ношение превращается в серьёзное физическое испытание. Поэтому часто за охотником ходит специальный оруженосец, подающий штуцер по команде. Патроны крупного калибра также отличаются высокой ценой — до 30—40 долл. за штуку и нередко больше.

### Охота на слона

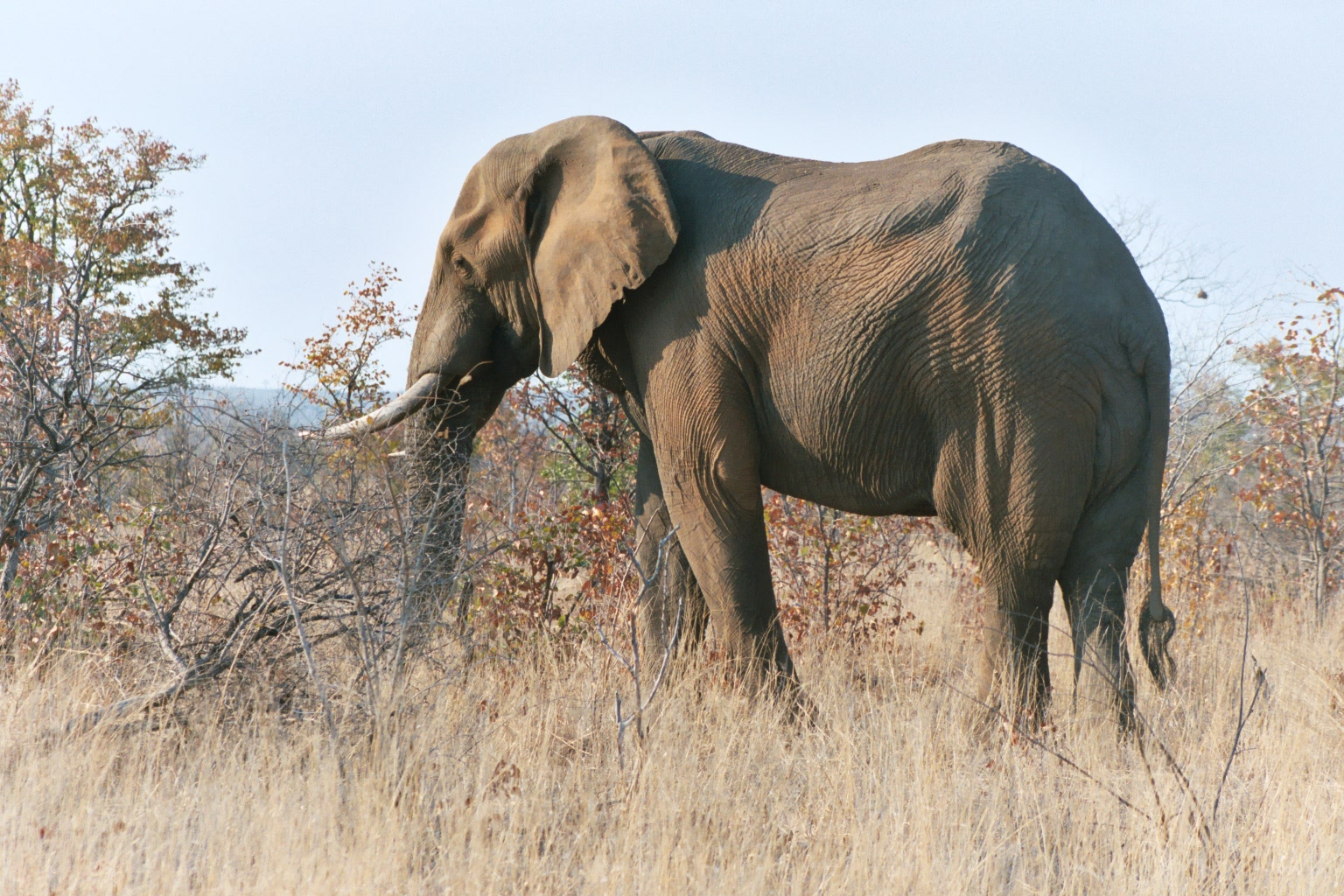
Африканский саванновый слон

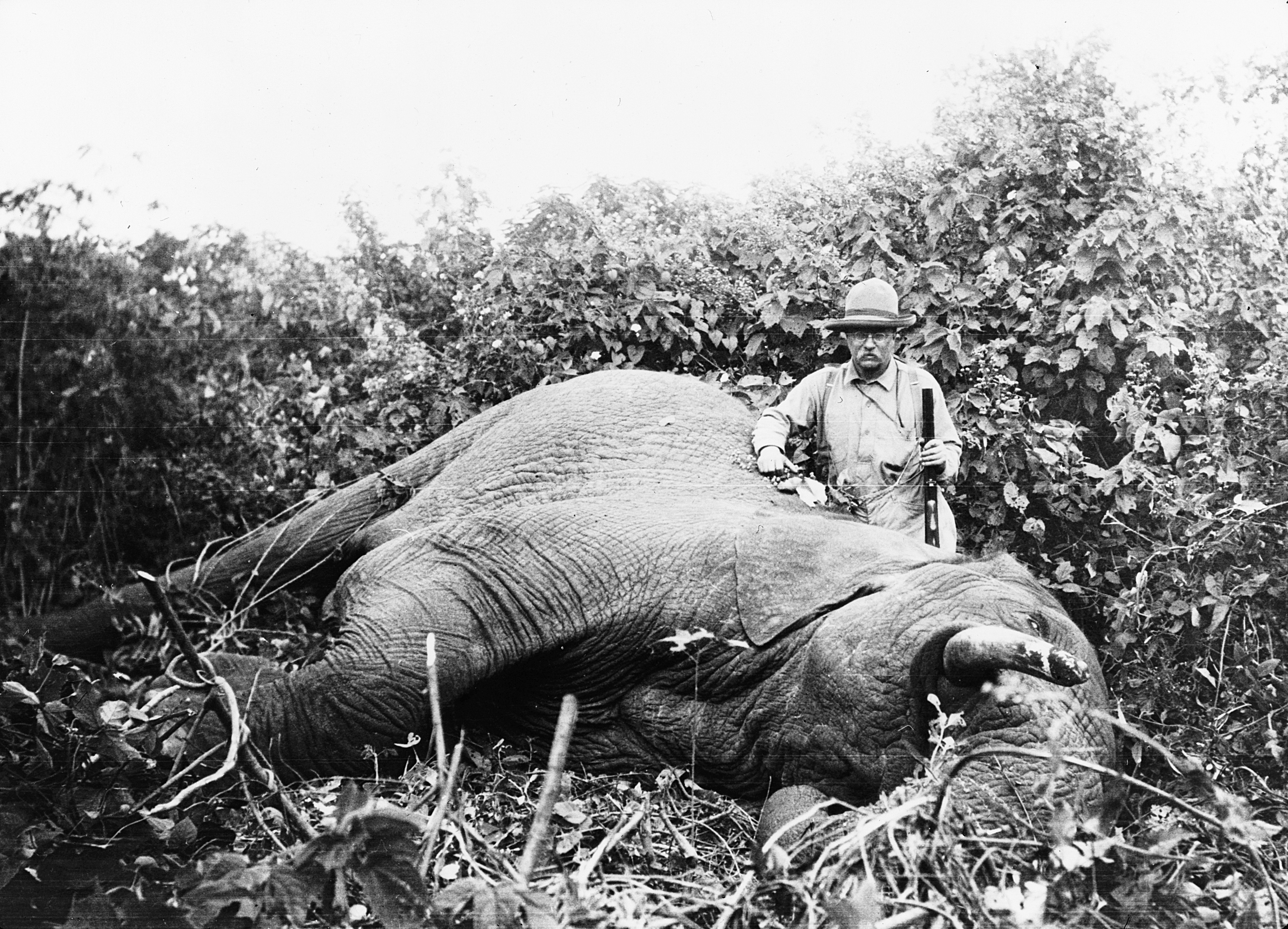
Президент США Теодор Рузвельт с убитым им слоном. В руках президента — «африканский штуцер»

Охота на слона проходит, как правило, в форме пешего преследования и требует от участников большой выносливости. Кроме того, очень многое зависит от опытного следопыта, способного отличить свежий след слона от старого. Даже разница в полчаса уже может сделать погоню бессмысленной.
Это довольно опасная охота — примерно каждый четвёртый выстрел по слону приводит к нападению толстокожего. Стрелять рекомендуется с такого расстояния, чтобы уверенно поразить слона в убойную точку (их, собственно, две — между глазом и ухом и на лбу чуть выше середины воображаемой линии, соединяющей глаза). Но при этом сокращать дистанцию до минимума опасно, так как это может не оставить времени на второй выстрел в случае атаки слона.
В качестве трофея охотник может забрать бивни слона. Вывоз других частей слоновьей туши (головы, шкуры и так далее) разрешён не везде.

### Охота на носорогов

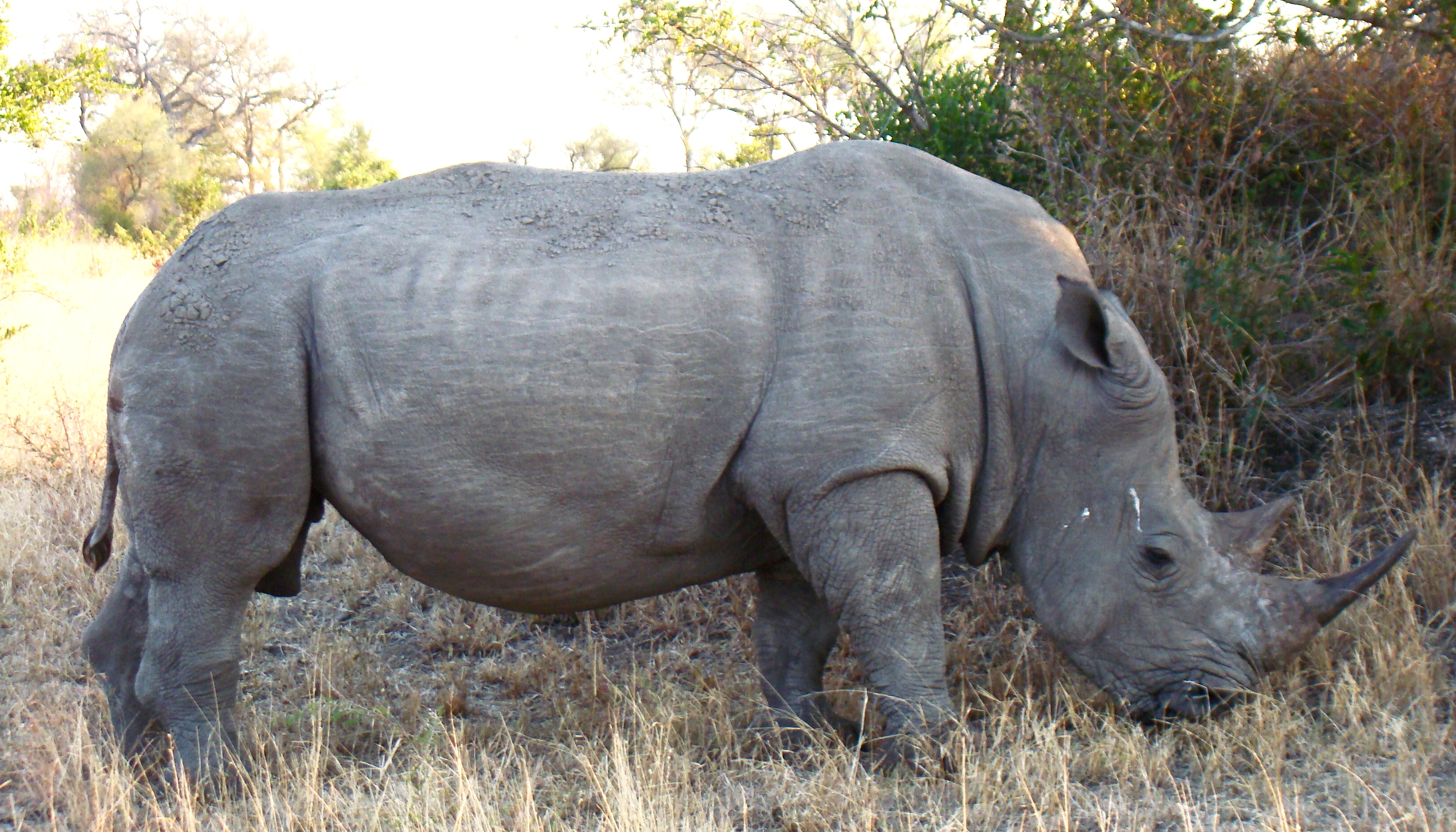
Белый носорог

Убить носорога, особенно белого, проще, чем слона, поскольку этот зверь не совершает длительных быстрых переходов и его, соответственно, не надо долго преследовать пешком. Кроме того, он не боится никого в саванне и подпускает потенциального врага на близкое расстояние. Первым признаком наличия носорога поблизости служат громкие крики птиц, постоянно сопровождающих гиганта — буйволовых ткачиков. Если носорог замечен, то подход к нему не представляет сложности, хотя надо учитывать направление ветра и стараться меньше шуметь — носорог имеет прекрасные слух и обоняние. Стрелять лучше, как и по слону, с нескольких десятков метров.
Чёрного носорога иногда приходится тропить. Он более агрессивен, чем белый, поэтому охотник в случае неудачного выстрела сильно рискует. Контратака носорога очень быстра (зверь мчится со скоростью до 40 км/ч), и порой только хорошая реакция может спасти человека от бросившегося носорога — зверь, мчащийся с большой скоростью, не способен совершать резких поворотов, и если охотник вовремя отпрыгивает в сторону, то носорог по инерции проносится мимо и может развернуться для нового броска далеко не сразу. Такая охота требует большой выдержки и присутствия духа. Оружие надо брать самого крупного калибра, желательно около .470. Лучше всего бить в лоб выше глаз в сторону от рога. В качестве трофея обычно забирают голову с рогом.

### Охота на буйвола

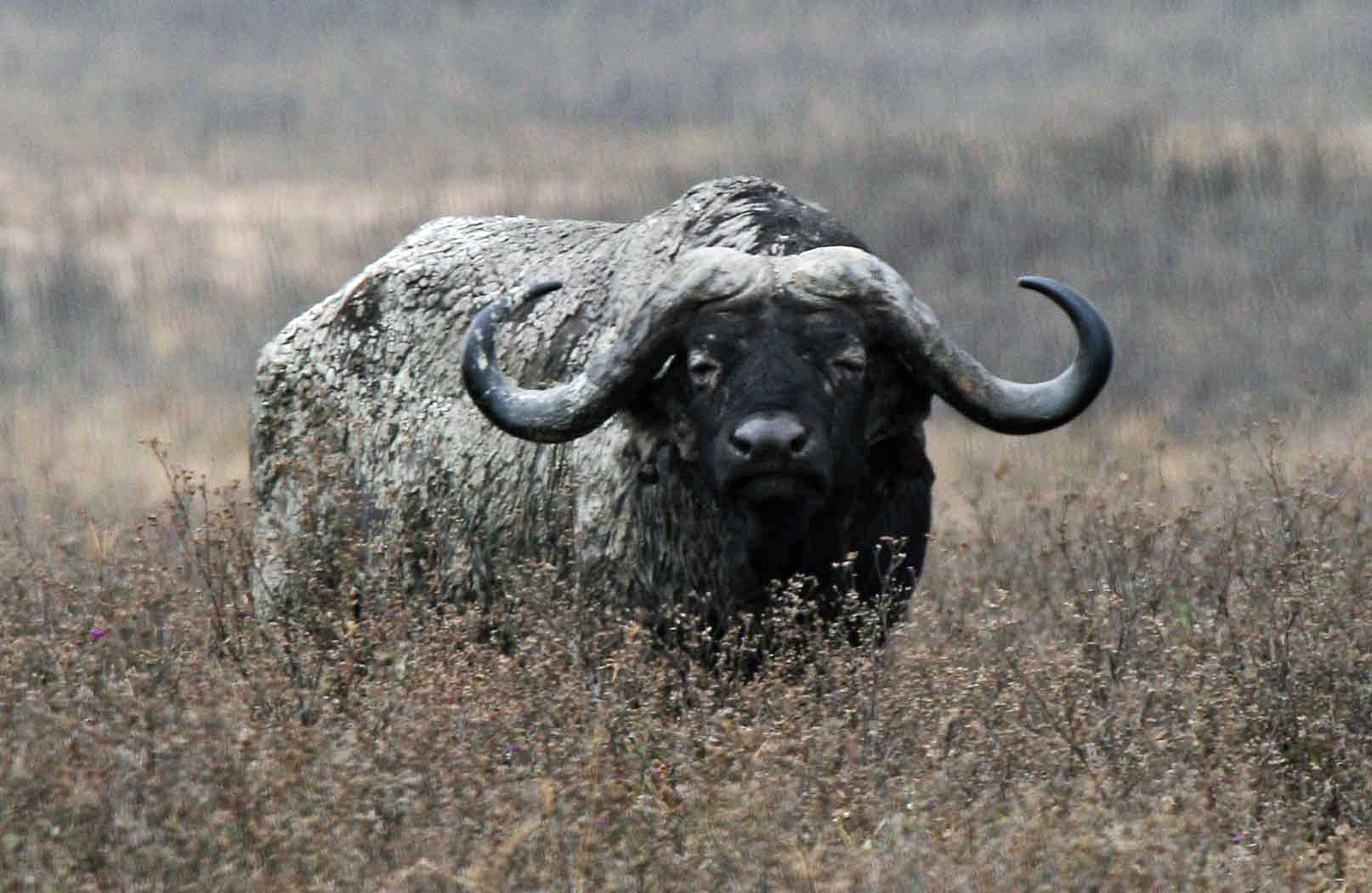
Африканский буйвол в Нгоронгоро

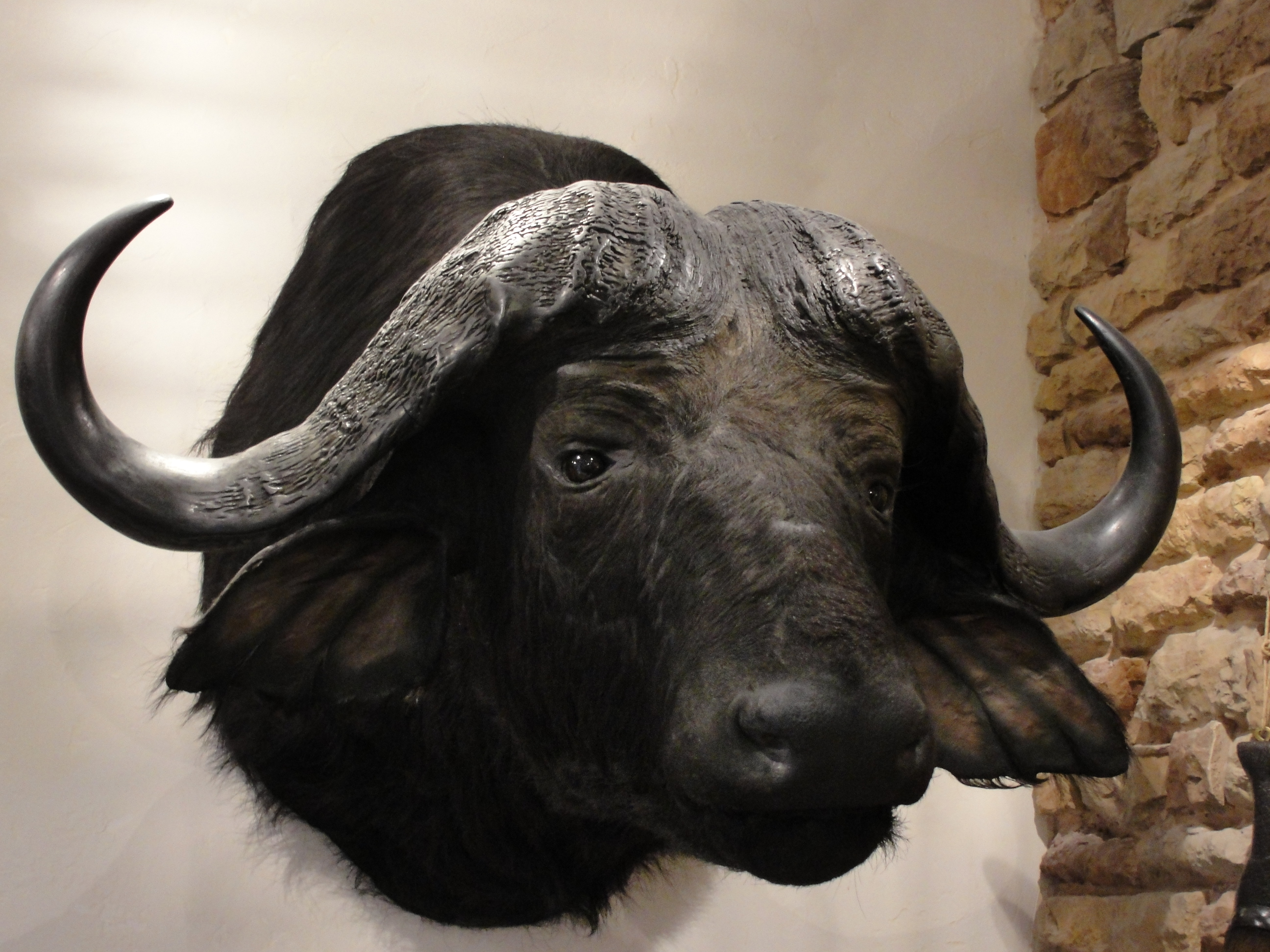
Крупный буйвол — гордость каждого африканского охотника

Африканский буйвол считается бесспорно самым опасным зверем из всей «большой пятёрки». Во-первых, он, в отличие от слона и белого носорога, склонен нападать первым, не дожидаясь выстрела, а будучи раненым — атакует во всех случаях без исключения. Во-вторых, буйвол хитёр и часто затаивается, забежав немного назад и ожидая преследователей на собственном следе. Подходить к стаду буйволов надо с большой осторожностью — обычно несколько зверей ведут наблюдение за местностью, и если хотя бы один из них почувствует опасность, охота может сорваться.
Можно также подкарауливать буйволов в засаде у водопоя, рано утром.
Трофеем при добыче буйвола считаются рога — чем больше расстояние между их концами, тем почётнее.

### Охота на леопарда

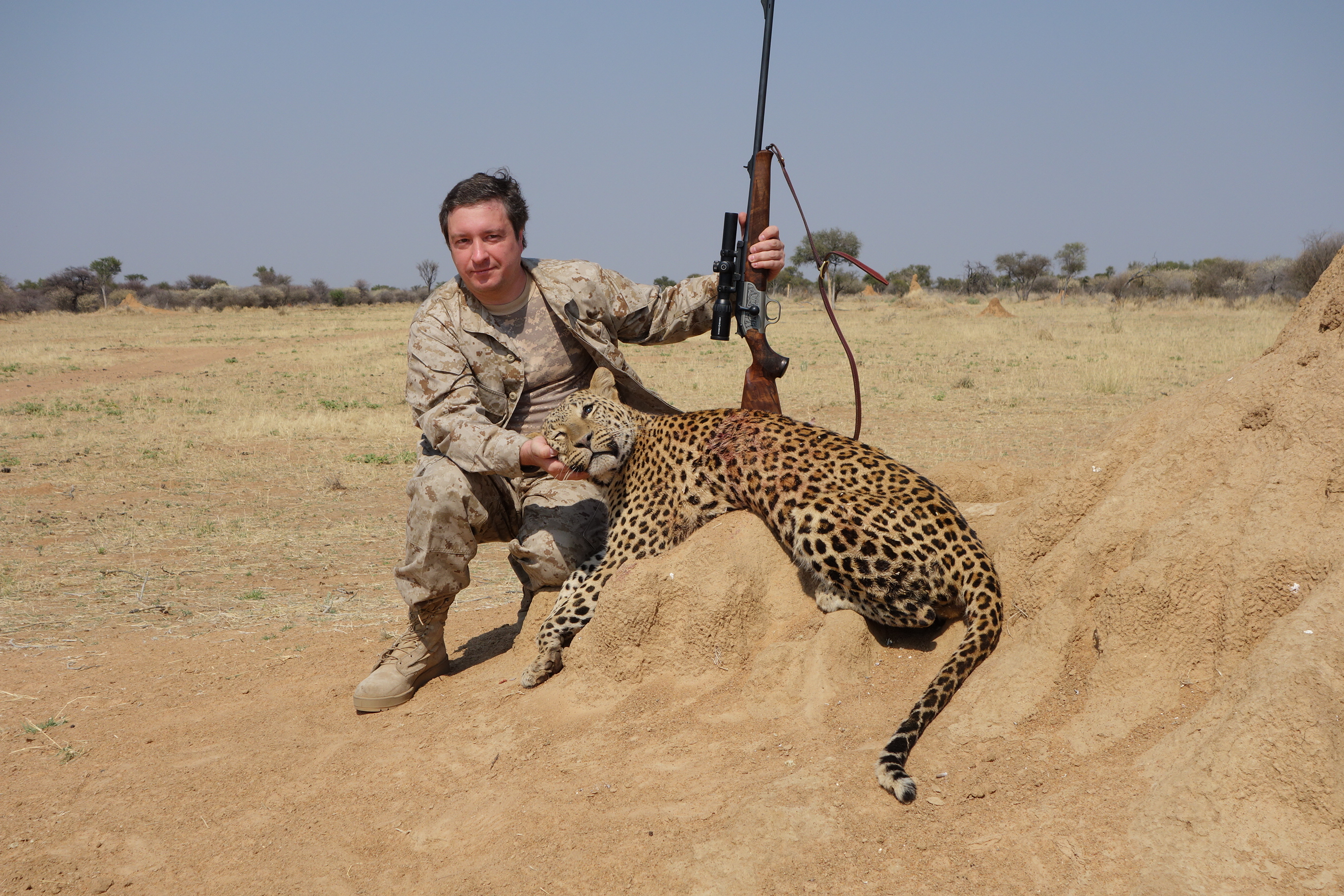
Охотник с убитым леопардом (Намибия)

На леопарда чаще всего охотятся у привады. Приманку привязывают к крепкой удобной ветке на дереве. В качестве привады используют тушу небольшого животного, например, павиана или антилопы. Засада оборудуется так, чтобы быть как можно ближе к приваде, и так, чтобы приваду можно было видеть на фоне закатного неба. Зверь приходит обычно в тёмное время. При его приближении можно иногда услышать голос леопарда — характерный звук, напоминающий одновременно кашель и скрежет пилы. Стрелять приходится быстро и с близкого расстояния.
Как и все кошачьи, леопард чрезвычайно живуч. Он считается таким же опасным, как и буйвол, потому что имеет обыкновение затаиваться на собственных следах и молниеносно атаковать охотников. К тому же раненый леопард может притвориться мёртвым. Несчастные случаи при преследовании леопарда — далеко не редкость. Часто для преследования леопарда берут свору собак.
Трофеем является шкура леопарда.

### Охота на льва
Существует много способов добыть льва, но наиболее распространённый — охота у привады. Для приманки лучше брать тушу крупного животного и укрепить её так, чтобы она была недоступна более мелким хищникам.
Льва можно и тропить, преследуя пешком. Но такая охота будет удачна только на открытой местности. Кроме того, при троплении весьма велик шанс столкнуться со львом вплотную, не имея возможности выстрелить.

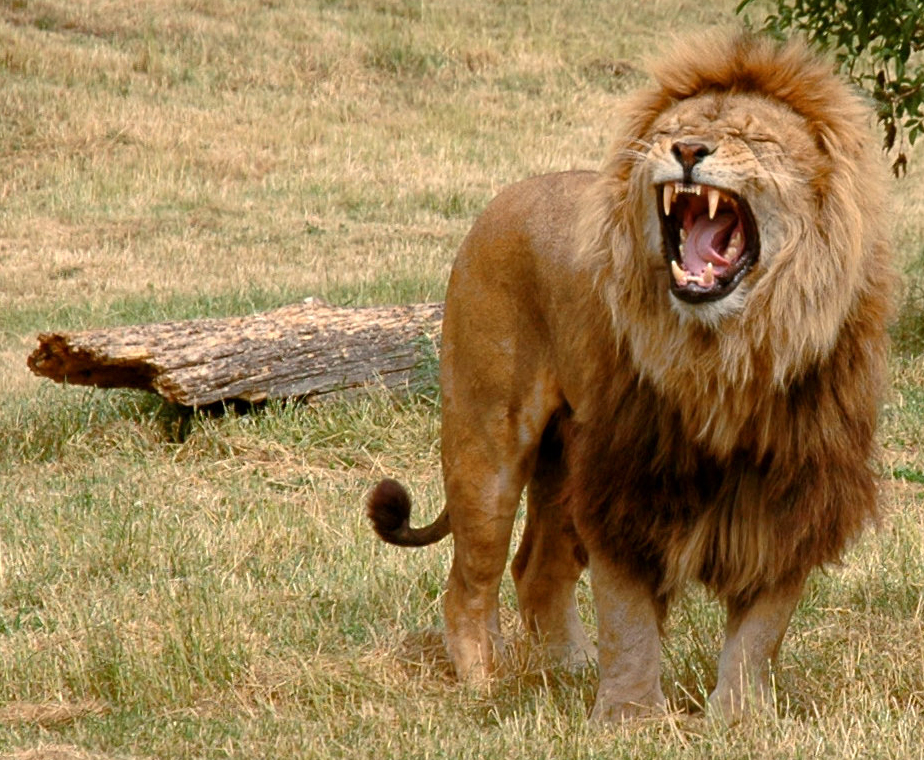
Лев

Трофей — шкура льва. Чем больше грива, тем выше она ценится.

## Стоимость охоты на «большую пятёрку»
Охота на «большую пятёрку» — чрезвычайно дорогостоящее занятие. В наши дни самый дорогой из всех представителей «большой пятёрки» — носорог. Стоимость его добычи порой превышает 100 000 долларов. Цена лицензии на отстрел слона и льва колеблется в зависимости от многих условий, но, как правило, не бывает меньше $ 20 000. Охота на буйвола и леопарда несколько дешевле, в пределах $ 5 000—12 000 и $ 4 000—10 000 соответственно.